# Szidzsa
A Szidzsa kétszemélyes absztrakt stratégiai táblás játék. Az eredete a korai arab Egyiptom területére vezethető vissza, később Szudánban, Etiópiában, Szomáliában is népszerű lett, mára nemzeti játékká vált.

## Szabályok
A tábla 7×7 mezős, a középső mező ki van emelve. A két játékos 24-24 kővel játszik. A játékosok célja az ellenfél köveinek leütése.

### Első szakasz
A játékosok felváltva helyezik a kezdetben üres táblára a köveiket. A középső mezőre ekkor követ tenni nem lehet, ebben a részben ütés sincs. A kövek elhelyezésekor a játékosok a második részben következő ütésváltásos csata előkészítését végzik. Az első rész végén a tábla, a középső mező kivételével, teljesen megtelik.

### Második szakasz
A játékosok felváltva lépnek egy-egy kővel. Az első lépés értelemszerűen a középső mezőre történik, amelyre később is bármelyik játékos odaléphet. A kövekkel 1 mezőt lehet lépni, mind a 8 irányba, csak szabad mezőre, másik követ átugrani nem lehet.
Az ellenfél kövét leütni úgy lehet, hogy két saját kővel, lépés eredményeként közrefogjuk, egymással oldalukon érintkező mezőkön. A képen fehér a lépésével a fekete követ kiüti. Két vagy több egymás mögött álló kő nem üthető ki. A közrefogás nem valósul meg, ha a kövek között szabad mező is marad. Egyszerre több kő is üthető akkor, ha a lépéssel a közrefogás helyzete több irányban is létrejön. Ha az ellenfél lép a kővel ütésbe, az nem ütés, ekkor az a kő a táblán marad, ugyanakkor ez a kő üthet.
A középső mezőn levő kő nem üthető le. Nem üthető le kő azzal sem, ha csak egy kővel a tábla széléhez szorítjuk.
A játékos tehet olyan lépést is, amely nem eredményez ütést, akkor is, ha ütésre is lenne lehetősége. Ha egy lépés ütést eredményez, akkor újra ez a játékos léphet.
Ha egy játékos azért, mert egyik köve mellett sincs szabad mező, nem tud lépni, akkor a másik játékos következik. Ha van lépési lehetőség, akkor a játékosnak lépnie kell.
A játékos győz, ha az ellenfelének egyetlen köve marad.

## Változatok
A játékot 5×5 vagy 9×9 mezős táblán is játsszák. Nem egységes az sem, hogy a második szakasz első lépését melyik ki teheti meg, az első szakaszt kezdő játékos vagy ellenfele.
Hasonló jellegű a Tafl játékok családja, köztük a Tablut is.